# La Poupée qui fait non
«La Poupée qui fait non» (с фр. — «Кукла, которая говорит „нет“») — песня, написанная автором Франком Жеральдом и композитором Мишелем Польнареффом в 1966 году. Она вошла в дебютный альбом Польнареффа Love Me, Please Love Me. Песня стала популярной во Франции, а благодаря версиям на немецком («Meine Puppe sagt non»), итальянском («Una bambolina che fa no, no, no») и испанском («Muñeca que hace no») вскоре обрела известность во всей Европе.
В 1996 году песню включила в сет-лист своего тура Милен Фармер, где исполняла её в дуэте с Халедом. Как сингл с альбома Live à Bercy песня была выпущена 29 апреля 1997 года.